# Maur Cocheril
Maur Cocheril OCSO (* 30. Juni 1914 in Vitré; † 25. November 1982 in Entrammes, Département Mayenne) war ein französischer Trappist und Ordenshistoriker.

## Leben und Werk
Cocheril wuchs in der bretonischen Sprache auf und lernte Französisch erst in der Schule. Bis 1937 übte er, wie sein Vater, das Malerhandwerk aus, nutzte aber die Möglichkeit, durch häufigen Firmenwechsel weit herum zu kommen. 1938 fühlte der lange Zeit antiklerikale Cocheril die Berufung zum Priester und trat in das (2002 geschlossene) Franziskanerkloster Bastogne ein, von wo er zum Theologiestudium in das Priesterseminar Soissons geschickt wurde. Nach kurzem Kriegsdienst in der Marineinfanterie kehrte er in das inzwischen in das Trappistenkloster Port-du-Salut in Entrammes bei Laval verlegte Seminar zurück und blieb (unter Abt Edmond Neveu) als Mönch im Kloster (Feierliche Profess 1945, Priesterweihe 1946).

### Der Forscher
Cocheril, der sich auf die Erforschung des frühen Zisterziensergesangs verlegt hatte, kam, auf der Suche nach Manuskripten, 1953 zum ersten Mal nach Portugal, entdeckte dort den im Orden wenig bekannten Reichtum der portugiesischen Zisterziensergeschichte und widmete die folgenden dreißig Jahre diesem Forschungsgegenstand, in dem er zum anerkannten Fachmann aufstieg (ab 1962 Mitglied des Centre national de la recherche scientifique). Er war korrespondierendes Mitglied der Academia Portuguesa de História und Stipendiat der Stiftung Calouste Gulbenkian, sowie Offizier des portugiesischen Christusordens.

### Zitat
Über die Kirche des Mosteiro de Alcobaça schreibt Cocheril: „Durch den Aufschwung des Kirchenschiffs, durch die Höhe und die Tiefenstaffelung des Gewölbes, durch die Majestät der gesamten Klosteranlage mit den beiden hoch aufschießenden Türmen, ist die Kirche von Alcobaça ein an den Himmel gerichtetes Signal. Sie ist ein Hervorquellen, ein Schrei. Die weißen Horizontalen der Flügelbauten auf beiden Seiten der Kirchenfassade sind die mit der Kukulle bekleideten Arme, die der weiße Mönch zur Willkommensgeste öffnet… Alcobaça ist in höchster Ausprägung Harmonie und Friede, Maß und Ausgewogenheit.“ (L’église d’Alcobaça, par l’élan de sa nef, la profondeur et la hauteur de ses voûtes, la majesté de son sanctuaire, l’envol de ses deux tours, est un signal dressé vers le ciel. C’est un jaillissement, un cri. Les deux horizontales blanches qui s’étendent de part et d’autre, ce sont les deux bras du moine blanc, vêtus de la coule, ouverts dans un large geste d’accueil. … Alcobaça est, par excellence, harmonie et paix, mesure et pondération.)

### Cocheril und Darfeld
Cocheril war auf französischer Seite die treibende Kraft für das Zustandekommen (im Jahre 1970) der Partnerschaft zwischen Entrammes und dem westfälischen Ort Rosendahl, in dessen Ortsteil Darfeld sich von 1795 bis 1825 eine Trappistenniederlassung (zuerst Priorat unter Abt Augustin de Lestrange von Valsainte, dann eigene Abtei) befand, von deren französischen Mitgliedern 1816 das Kloster Port-du-Salut gegründet wurde.

## Werke
- L’évolution historique du kyriale cistercien, o. O. 1956.
- Cister em Portugal, Panorama, o. O. 1965.
- Études sur le monachisme en Espagne et au Portugal, Les Belles Lettres, Paris 1966.
- als Hrsg. und Übersetzer: Claude de Bronseval, Peregrinatio hispanica. Voyage de dom Edme de Saulieu, abbé de Clairvaux, en Espagne et au Portugal, 1531-1533. 2 Bände, PUF, Paris 1970.
- Notes sur l’architecture et le décor dans les abbayes cisterciennes du Portugal. Portugiesisches Kulturzentrum, Paris 1972.
- Routier des abbayes cisterciennes du Portugal. Portugiesisches Kulturzentrum, Paris 1978 (neu hrsg. von Gérard Leroux, Centre culturel portugais, Paris 1986).
- mit anderen: Les ordres religieux. La vie et l’art. 2 Bände, Flammarion, Paris 1979–1980.
- Alcobaça. Abadia cisterciense de Portugal. Lissabon 1989.